# Římskokatolická farnost Bošilec
Římskokatolická farnost Bošilec je územním společenstvím římských katolíků v rámci vikariátu České Budějovice - venkov českobudějovické diecéze.

## O farnosti

### Historie
V roce 1352 je v Bošilci doložena plebánie. Ta později v důsledku třicetileté války (konkrétně v roce 1635) zanikla a Bošilec byl přifařen k Veselí nad Lužnicí. K obnovení farnosti došlo v roce 1703. Koncem 18. století byla do kostela instalována pozoruhodná kazatelna, typově vycházející ze starozákonního příběhu o proroku Jonášovi v břiše velké ryby (řečniště kazatelny je tvořeno jakoby otevřenou tlamou velryby). Tato kazatelna byla původně součástí zařízení poutního kostela sv. Barbory poblíž Majdaleny, který byl zrušen. Jedná se o jedinou kazatelnu tohoto typu na jihu Čech.
Součástí inventáře kostela byla také socha Bošilecké Madony, pocházející ze 16. století. Farnost sochu v roce 1926 prodala Ředitelství státní sbírky starého umění. Obnos, utržený za sochu, byl tehdejším bošileckým farářem Janem Šimánkem věnován na zakoupení kostelního zvonu. Socha Bošilecké Madony se z této sbírky později ztratila a je považována za nezvěstnou.

### Současnost
Farnost Bošilec přestala být po polovině 20. století obsazována sídelním duchovním správcem. Je administrována ex currendo ze Ševětína.
| Fotografie | Kostel             | Místo       | Bohoslužba             | Bohoslužba                                    | Poznámka     |
| ---------- | ------------------ | ----------- | ---------------------- | --------------------------------------------- | ------------ |
|            | Kostel sv. Martina | Bošilec     | neděle                 | 11.30 (střídavě Mše svatá a bohoslužba slova) | farní kostel |
|            | Kaple sv. Václava  | Dynín       | neslouží se pravidelně | neslouží se pravidelně                        | obecní kaple |
|            | Kaple              | Lhota       | neslouží se pravidelně | neslouží se pravidelně                        | obecní kaple |
|            | Kaple              | Ponědrážka  | neslouží se pravidelně | neslouží se pravidelně                        | obecní kaple |
|            | Kaple              | Sedlíkovice | neslouží se pravidelně | neslouží se pravidelně                        | obecní kaple |